# Plíškovice
Plíškovice jsou malá vesnice, část města Mirovice v okrese Písek v Jihočeském kraji. Nachází se asi jeden kilometr západně od Mirovic. Vede jimi silnice I/19. Plíškovice jsou také název katastrálního území o rozloze 5,18 km². V katastrálním území Plíškovice leží i Sochovice.

## Historie
První písemná zmínka o vesnici pochází z roku 1379. Ve druhé polovině sedmnáctého století patřily Plíškovice Evě Ludmile Loubské, která vesnici roku 1679 prodala Janu Kristiánovi z Eggenbergu a ten ji připojil k orlickému panství.

## Obyvatelstvo
| Rok            | 1869 | 1880 | 1890 | 1900 | 1910 | 1921 | 1930 | 1950 | 1961 | 1970 | 1980 | 1991 | 2001 | 2011 | 2021 |
| -------------- | ---- | ---- | ---- | ---- | ---- | ---- | ---- | ---- | ---- | ---- | ---- | ---- | ---- | ---- | ---- |
| Počet obyvatel | 144  | 166  | 174  | 149  | 142  | 125  | 136  | 85   | 95   | 89   | 75   | 73   | 79   | 80   | 74   |
| Počet domů     | 22   | 25   | 26   | 26   | 26   | 26   | 27   | 27   | 23   | 24   | 25   | 24   | 30   | 30   | 30   |

## Obecní správa
Při sčítání lidu v letech 1850–1971 Plíškovice byly samostatnou obcí, se kterým patřily nejprve do okresu Blatná, ale od roku 1950 v okrese Písek. Od 26. listopadu 1971 do 31. prosince 1987 byly částí obce Myslín v okrese Písek, kdy se konaly obecní volby. Od 1. ledna 1988 jsou částí města Mirovice v okrese Písek. Poté se Myslín opět osamostatnil, ale Plíškovice již zůstaly součástí Mirovic. V letech 1850–1899 a v letech 1961–1971 k obci patřily Ráztely a v letech 1850–1971 také Sochovice.

## Pamětihodnosti
- Zděná zvonice společná s hasičskou zbrojnicí na návsi.[9]
- Na návsi se nachází vysoký kříž na kamenném podstavci. Podstavec kříže má naprosto unikátní výzdobu. Je reliéfně zdobený za všech čtyř stran. Přední část podstavce kříže je zdobená motivem srdce a kalicha. Na přední spodní části kamenného podstavce je umístěna datace 1862. V zadní části podstavce se nachází motiv smrtky. V kulatém štítku horní části kříže se nachází tento nápis: „Pochválen buď pán Ježiš Kristus 1988“
- U komunikace vedoucí do vesnice se nalézá kříž.

## Galerie

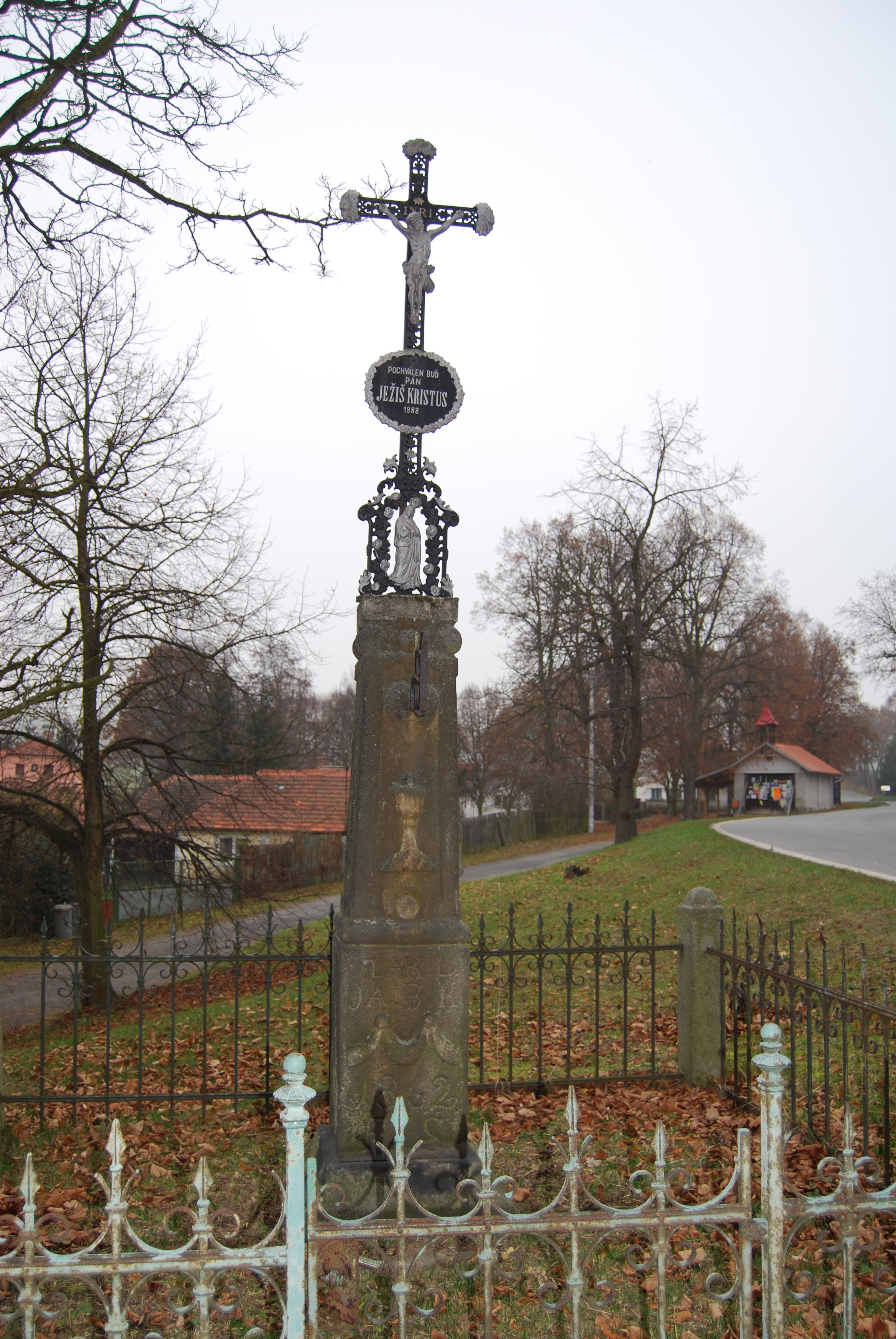
Kříž ve vsi
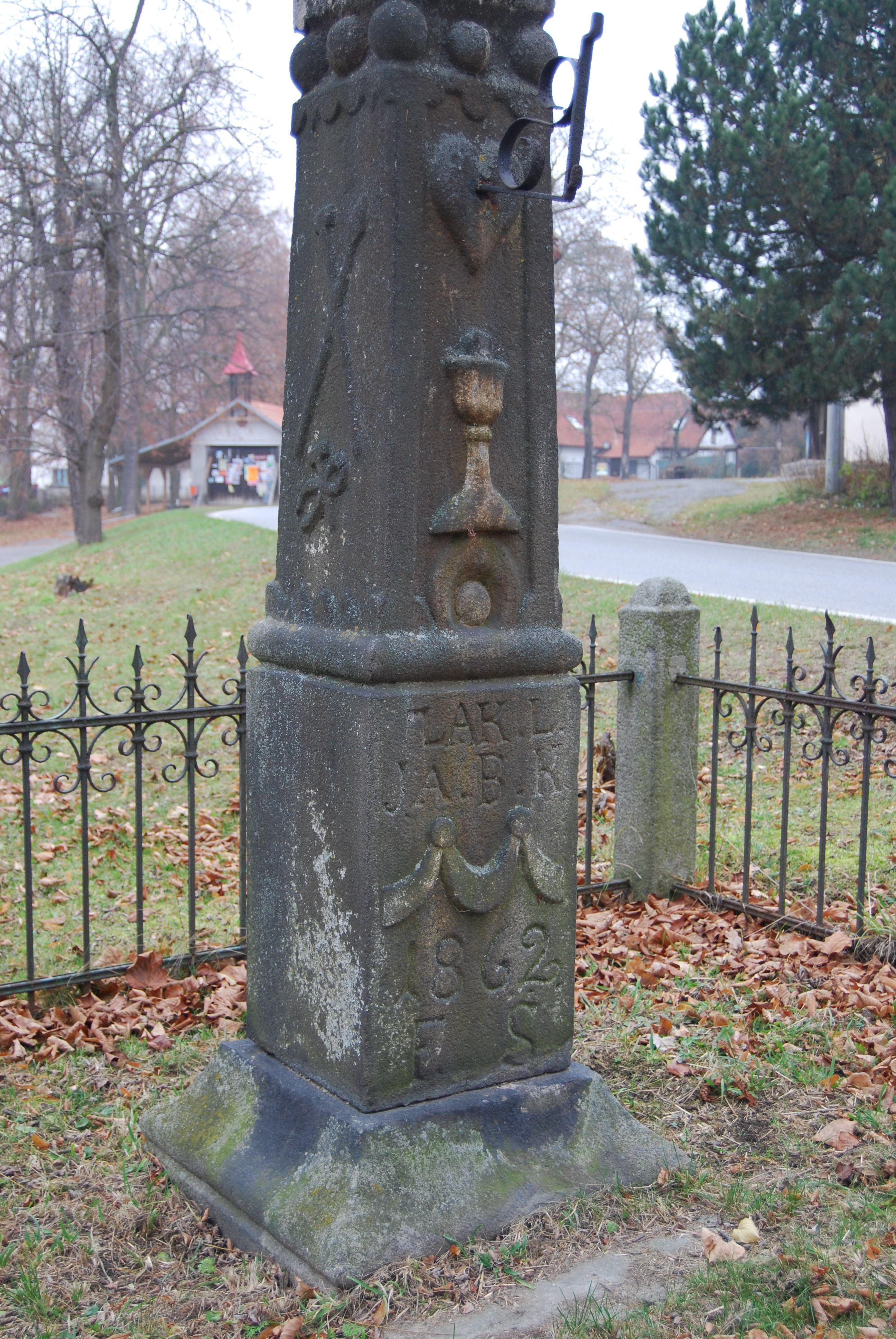
Přední strana podstavce kříže
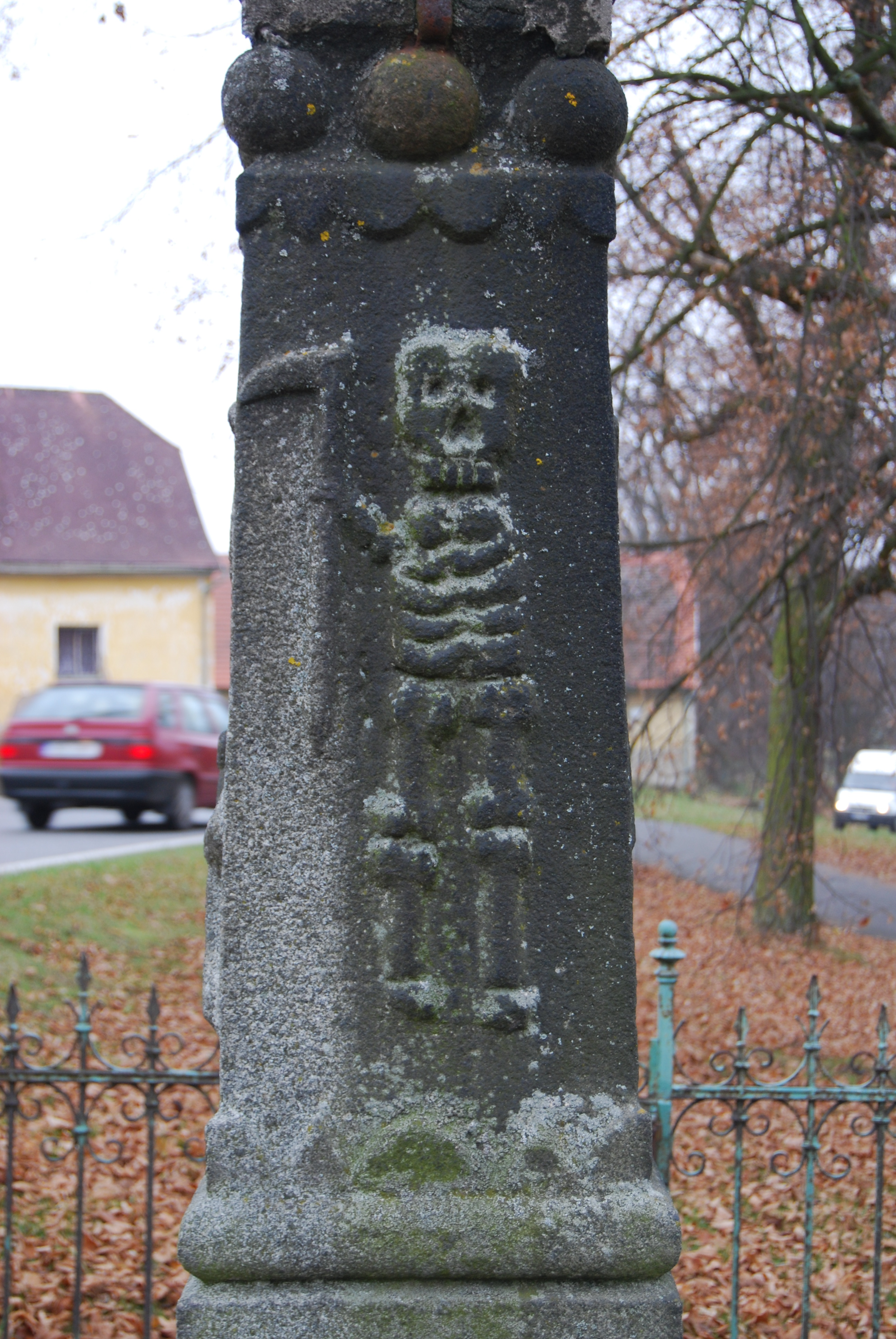
Zadní strana podstavce kříže